# キシロサン
キシロサン（英語: xylosan）または、1,4-アンヒドロ-α-D-キシロピラノース（英語: 1,4-anhydro-α-D-xylopyranose）は、木材に含まれるヘミセルロースを熱分解した際に生成する分子である。キシロサンは、ヘミセルロースの主成分である炭素数5のキシロースの糖モノマーの脱水生成物である。